# Теофиловка (Тернопольская область)
Теофиловка (укр. Теофілівка) — село в Великогаевской сельской общине Тернопольского района Тернопольской области Украины.
Население по переписи 2001 года составляло 78 человек. Занимает площадь 2 км². Почтовый индекс — 47744. Телефонный код — 352.